# 17 mai 1943
Le lundi 17 mai 1943 est le 137e jour de l'année 1943.

## Naissances
- Anny-Charlotte Verney, pilote de course automobile française
- Boško Radonjić (mort le 31 mars 2011), nationaliste serbe et gangster américain
- Catherine Rousselet-Ceretti, escrimeuse française
- Joanna Bruzdowicz, compositrice
- Johnny Warren (mort le 6 novembre 2004), joueur de football australien
- Naceur Ktari, réalisateur tunisien
- Rahamim Talbi, joueur de football israélien
- Rui Rodrigues, footballeur portugais
- Sirajuddin de Perlis, sultan de l'État du Perlis en Malaisie
- Yves Mény, universitaire, chercheur en sciences politiques français

## Décès
- Jean-Louis Boussingault (né le 8 mars 1883),  artiste peintre, graveur et illustrateur français
- Léon Lahaye (né le 24 février 1857), archiviste et érudit belge
- Montagu Love (né le 15 mars 1877), acteur britannique
- Otto Hoffmann von Waldau (né le 7 juillet 1898), général allemand

## Événements

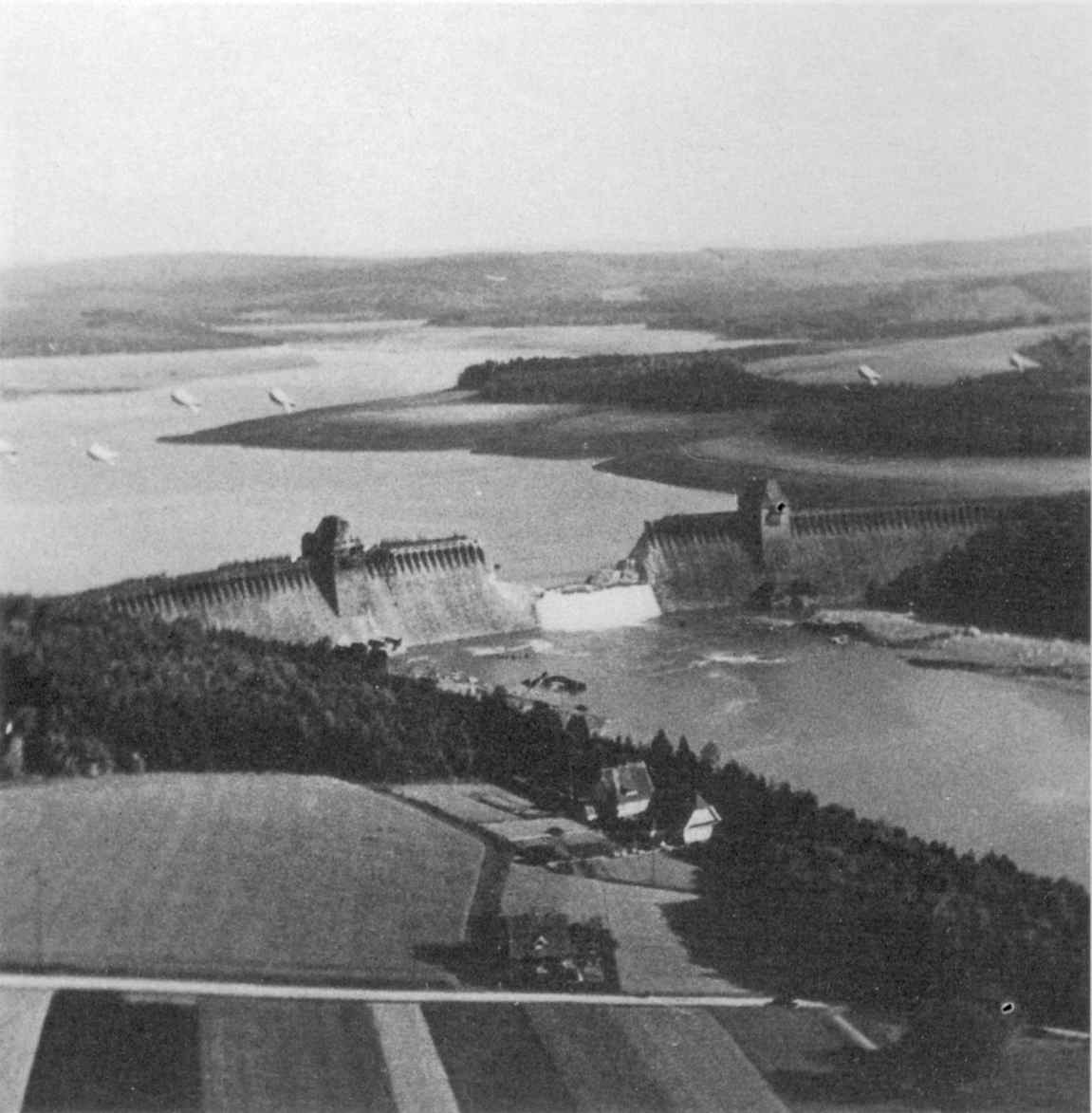
Barrage de Möhne après l'attaque britannique du 16-17 mai 1943.

- Opération Chastise, 19 Avro Lancaster du 617 Squadron, menés par Guy Gibson, bombardent les barrages de la Möhne, de l'Eder et de la Sorpe (de)
- bombardements aériens alliés de Bordeaux
- Ralliement de l'escadre française d'Alexandrie à la France libre du Général de Gaulle